# 蓋因

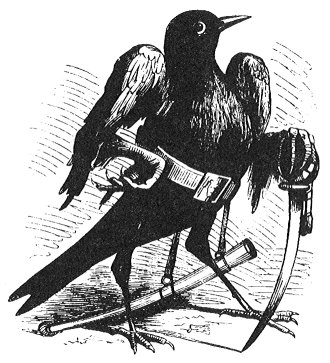
《地獄辭典》中的蓋因插畫（鳥的外形）

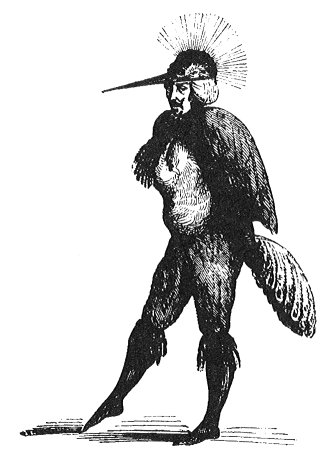
《地獄辭典》中的蓋因插畫（人的外形）

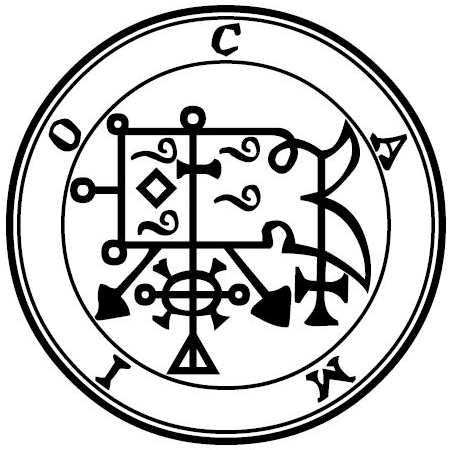
蓋因的印記

蓋因（英語：Caim、Caym），又稱卡米歐(カミオ、Camio)是所羅門七十二柱魔神中排第53位的魔神，位階統領，統帥30個軍團。可使人听懂兽语，给人真知。19世紀和20世紀的神秘學者皆以黑色鳥描繪蓋因，並將牠視為謀殺的鼻祖，但很快就改變他塑造第二形象－穿黑鳥裝扮的人，在他手中有利劍的，回答問題時他會站在燃燒灰燼上。相傳許多書中都有提到祂原本是天使墮天之後變成的惡魔。